# Olivier Guland
 (février 2024).
Si vous disposez d'ouvrages ou d'articles de référence ou si vous connaissez des sites web de qualité traitant du thème abordé ici, merci de compléter l'article en donnant les références utiles à sa vérifiabilité et en les liant à la section « Notes et références ».
Olivier Guland est un journaliste et essayiste français né le 11 août 1962.

## Biographie
Il a été directeur de la rédaction du magazine Tribune juive et a collaboré à RCJ (Fréquence juive), mais aussi à des médias généralistes pendant plus de deux décennies : France Culture, Le Monde, L'Événement du jeudi, L'Express, Marianne, France 3, France 5...
En 2000, il a publié un ouvrage remarqué intitulé Le Pen, Mégret et les Juifs (La Découverte), qui a connu un grand succès[réf. nécessaire]. Il a également co-écrit Nous, Juifs de France (2001, Bayard).
Il a participé à plusieurs talk-shows télévisés. 
Il a publié de nombreuses tribunes libres dans Le Figaro et surtout Le Monde.

## Ouvrages
- Le Pen, Mégret et les Juifs. L'obsession du complot mondialiste, Paris, La Découverte, coll. « Enquêtes », 2000.  (ISBN 2-7071-3061-3)
- avec Michel Zerbib, Nous, Juifs de France, Paris, Bayard, « Religions en dialogue », 2000.  (ISBN 2-227-36317-7)